# Jan mladší z Valdštejna
Jan (mladší) z Valdštejna a na Komorním Hrádku, také Jan z Waldsteinu (německy Johann von Waldstein, † 15. června 1576 Praha) byl český šlechtic z hrádecké větve rodu Valdštejnů. Několik desetiletí zastával nejvyšší zemské úřady Českého království.

## Původ a kariéra

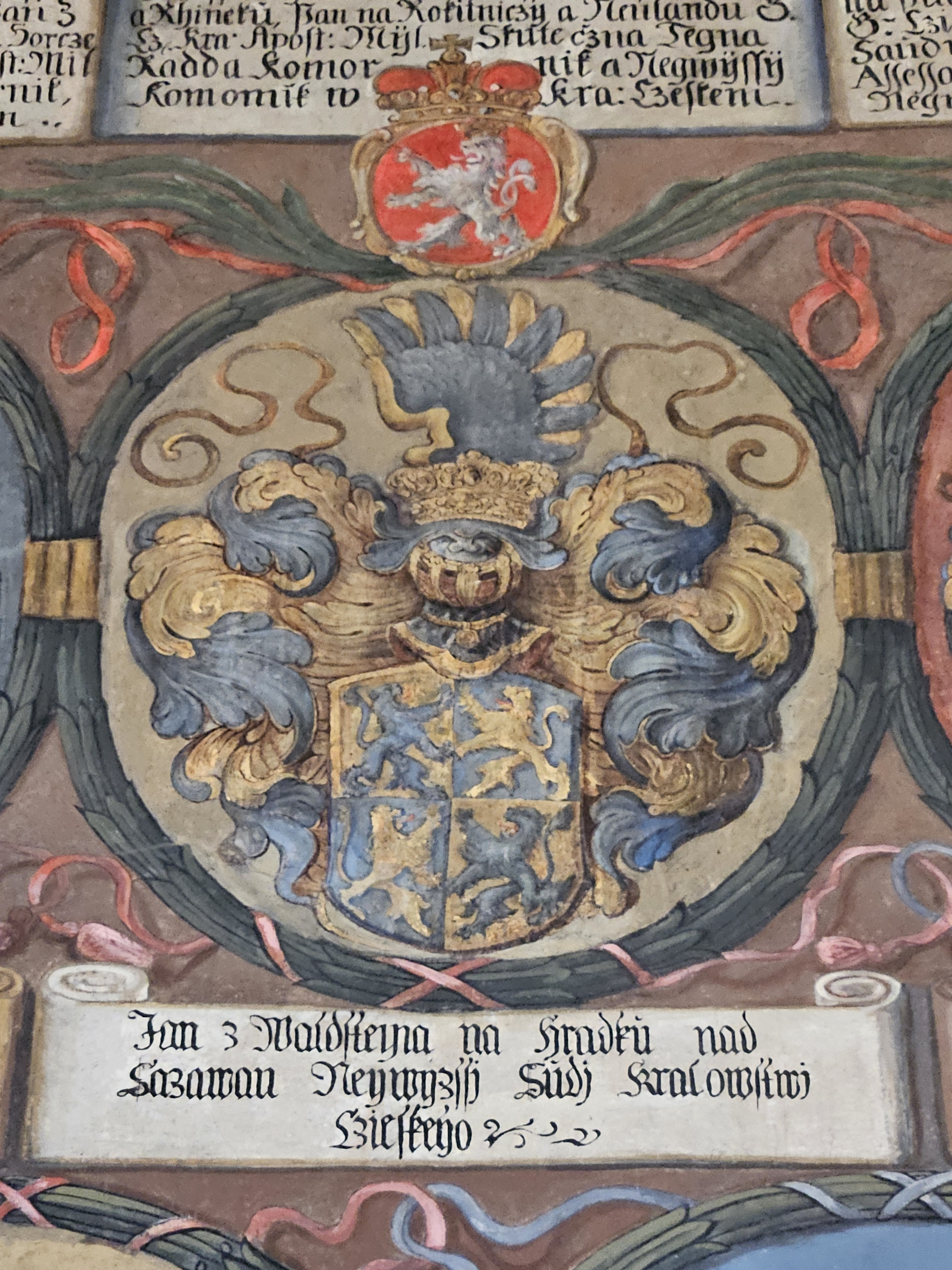
Erb Jana z Valdštejna ve Starém královském paláci na Pražském hradě

Narodil se jako nejstarší syn Viléma z Valdštejna na Lomnici (1475–1557) a jeho druhé manželky Apolonie Černčické z Kácova († 1562).
Byl vzdělaný a sám skládal zbožné protestantské modlitby a písně. Jako přesvědčený staroutrakvista v roce 1575 bojkotoval prosazení České konfese. Postavil se proti luteránům, které na sněmu vedl Bohuslav Felix Hasištejnský z Lobkowicz, a jednotě bratrské. Postupoval tedy v souladu s katolíky.
Měl důvěru katolických panovníků. Působil jako malostranský hejtman (určitě v roce 1570). Zastával úřad nejvyššího zemského sudího (1554–1570) a nejvyššího zemského komorníka (od roku 1570 do své smrti).
V roce 1565 nechal razit medaile se svým portrétem (avers) a erbem (revers) ze stříbra, které se dolovalo ve Skalici. Některé bronzové medaile byly i pozlacené. Na aversu je nápis IAN Z WALDSSTEYNA A NA HRADKV; na reversu je ve vnějším kruhu NAD SAZAWAV NEYWYSSY KOMORN[I]K KRALOWSTWI, ve vnitřním kruhu CZIESKEHO ANNO [15]65.

## Náhrobek
Pohřben byl v kostele Nanebevzetí Panny Marie v Choceradech. Vedle dveří sakristie se dochoval jeho náhrobní kámen z červeného mramoru. Měří 2,30 metrů na výšku a 1,32 metrů na šířku. Uprostřed je postava rytíře v brnění a kolem nápis:
Urozeny pan pan Jan naystarssy z Waldssteyna a na Hradku nad Sazawau, ge[h]o Czysař[ské] M[ilos]ti rada a naywyssj Sudj Kra:[lovství] Cze:[ského] a potom neywyssj Komornjk tehož Kra[le]. umrzel w patek den S. Wjta w noczy na Sobotu po mj hodinie czeske. Leta 1576. Leta 1565 W utery welikonocznij umrzela Urozena panj panj Elisska z Krayku ›‹ [etc.] prw[n]i manželka tehož pana a tuto odpočíwa w Panu.

## Rodina
Jan se poprvé oženil s Eliškou Krajířovou z Krajku († 24. dubna 1565), dcerou Jiřího Krajíře z Krajku na Landštejně, Nové Bystřici a Bílkově († 1492) a jeho manželky Apolonie z Puchheimu. Byla tehdy už vdovou po Jiřím Popelu z Lobkowicz na Peruci († 1534). Z prvního manželství měla Eliška tři děti, další tři porodila Janovi.
- 1. Apolonie (* 1537)
- 2. Eliška, (1538–1596)
  - 1. ∞ Jindřich ze Smiřic (asi 1520–1569)
  - 2. ∞ (asi 1580) Aleš Berka z Dubé († 1599)
- 3. Jiří Oldřich Vilém (* 1539)

Podruhé se oženil v roce 1566 s Magdalenou z Vartemberka († 1592), dcerou Adama z Vartemberka († asi 1564) a jeho druhé manželky Sibyly Šlikové. Z tohoto manželství se narodilo osm dětí. Syn Adam byl povýšen do hraběcího stavu 25. června 1628.
- 4. Anna (1566 – 15. 1. 1620)
  - ∞ Karel mladší Záruba z Hustířan († 1616/1619)
- 5. Johanna (asi 1567 – asi 1567)
- 6. Kateřina (1568 – 1. 2. 1637)
  - 1. ∞ (30. 10. 1589) Smil Osovský z Doubravice († 13. 2. 1613, pohřben v Třebíči)
  - 2. ∞ (22. 6. 1614 Brandýs nad Orlicí) Karel starší ze Žerotína (15. 9. 1564 – 9. 10. 1636)
- 7. Magdalena (* 1569)
- 8. Adam mladší (8. 6. 1570 – 24. 8. 1638 Praha, pohřben v katedrále sv. Víta v Praze)
  - 1. ∞ (před 1601) Alžběta Brtnická z Valdštejna (asi 1563 – 14. 1. 1614)
  - 2. ∞ (13. 1. 1615 Olomouc) Johana Amalie ze Žerotína (asi 1600 – po 1633)
- 9. Karel (1571 – 14. 9. 1592)
- 10. Apolonie (* 1574)
- 11. Sibyla (1576 – 20. 8. 1616)
  - ∞ (asi 1600) Vilém starší Popel z Lobkowicz (po 1550 nebo 1567–1626 Zbiroh)

Magdalena se po smrti manžela provdala podruhé za Jana z Lipé († 27. ledna 1598), pána na (Moravském) Krumlově. Porodila mu syna Pertolda Bohobuda.

## Majetek

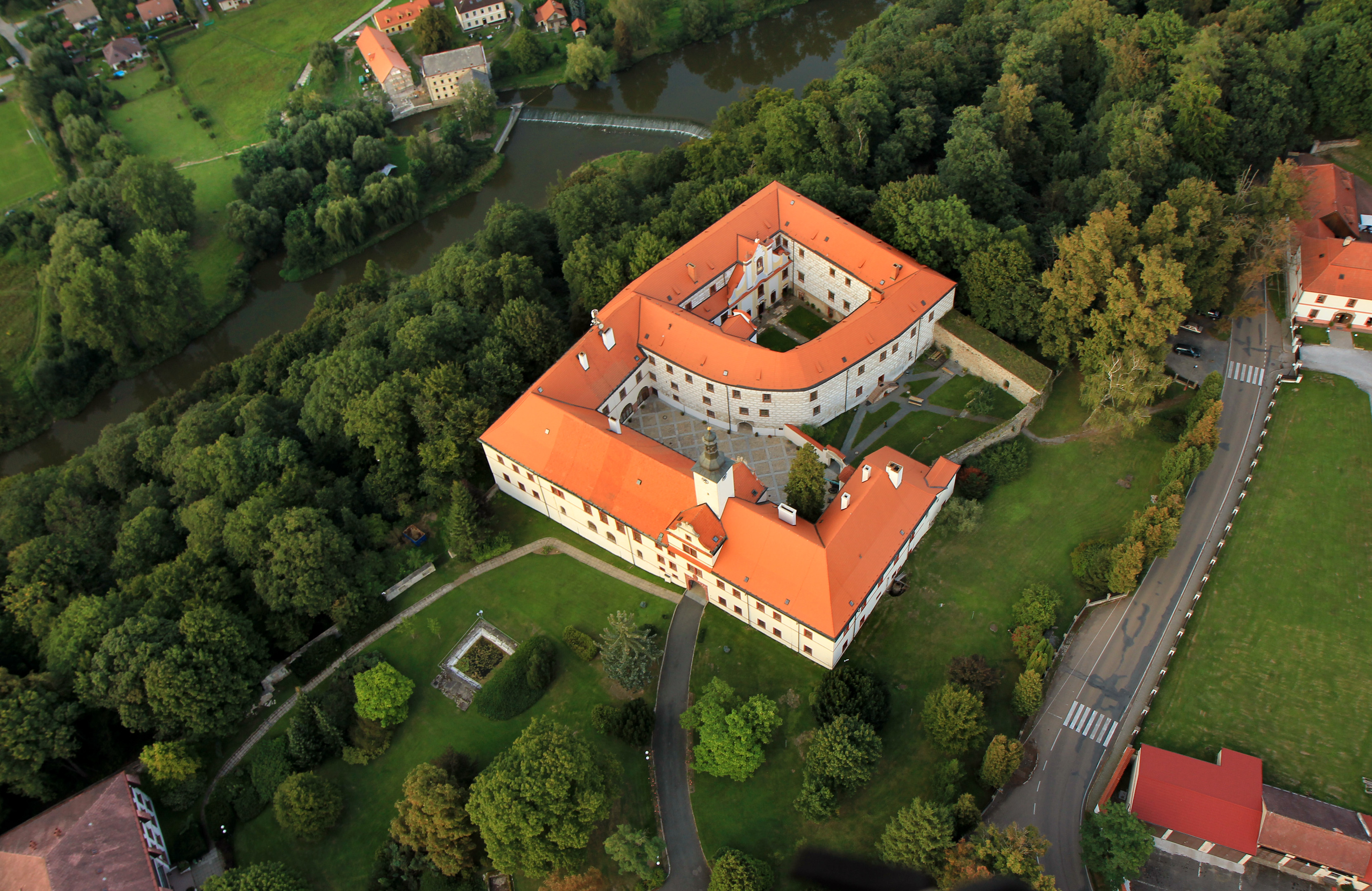
Komorní Hrádek se stal Janových hlavním sídlem

V roce 1544 se stal zástavním majitelem hradu Žebrák, který se v roce 1558 uvádí jako zpustlý, a Točník. V první polovině 16. století patřilo k rozsáhlému točnickému panství město Žebrák, městečko Cerhovice, 26 vesnic (z toho 5 pustých), dále řada různých platů, např. z masných krámů v Berouně, z vinic, z dolů na železnou rudu
a hamru. Už v roce 1552 bylo ale souhradí vykoupeno.
V roce 1554 koupil od Petra, Zikmunda, Jana a Albrechta ze Šelmberka Hrádek nad Sázavou, kterému se tehdy už také říkalo Komorní Hrádek, protože jeho dřívějším vlastníkem byl nejvyšší komorník Jaroslav ze Šelmberka († 1550). K Hrádku tehdy patřilo šest pustých panských sídel v okolí (Myšlín, Ježov, Střimelice, Zlenice, Dubá a Struhařov). V sousedství ještě přikoupil Soběhrdy.
V roce 1567 koupil od Albrechta Kunše z Lukova Chvatěruby na Mělnicku, kde přestavěl hrad na renesanční zámek. K panství patřila také pustá tvrz Zátvor a Vojkovice. Chvatěruby zdědili synové Adam a Karel z Valdštejna.
V severních Čechách koupil v roce 1574 Lovosice s renesančním zámkem. O rok později přenocoval na lovosickém zámku císař Maxmilián II. Lovosice zdědil syn Adam.
Další statky přinesla do rodiny druhá manželka Magdalena z Vartemberka, v letech 1548–1555 vlastnila Toužetín. Po smrti manžela také spravovala majetek za nezletilé syny Adama a Karla. Karel zemřel v roce 1592 a jeho podíly zdědil Adam.